# Pseudicius deletus
Pseudicius deletus är en spindelart som först beskrevs av Octavius Pickard-Cambridge 1885.
Pseudicius deletus ingår i släktet Pseudicius och familjen hoppspindlar. Inga underarter finns listade i Catalogue of Life.